# Avilix

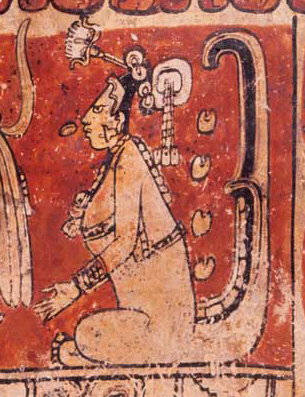
Maya Moon Goddess

Avilix (/ äviliʃ /) (igualmente escrito como Auilix y wilix) es una diosa (o posiblemente un dios) del Período Posclásico mesoamericano, principalmente adorado por los Mayas Quiché de Guatemala donde poseía un gran reino en las elevadas tierras del norte.
Era la deidad patrona del noble linaje Nija'ib de la capital Q'umarkaj, donde se levantaba un gran templo en su honor. Avilix era una diosa de la luna y una diosa de la noche, aunque algunos estudios se refieren a esta deidad como masculina.